# Moodys (Oklahoma)
Moodys est une census-designated place du comté de Cherokee, dans l'État d'Oklahoma, aux États-Unis. En 2020, elle compte une population de 854 habitants.